# 平内龍太
平内 龍太（へいない りゅうた、1998年8月1日 - ）は、兵庫県明石市出身のプロ野球選手（投手）。右投右打。読売ジャイアンツ所属。
母方の伯父は元プロ野球選手の永井智浩。

## 経歴

### プロ入り前
明石市立錦が丘小学校時代から野球を始め、明石市立魚住東中学校では軟式野球部に所属。
高校は県内の強豪・神戸国際大学附属高等学校に進学する。3年夏の兵庫県大会では4回戦に翁田大勢を擁する西脇工業高校と、準々決勝では山﨑伊織を擁する明石商業高校と対戦。後に同僚となる2人との対戦で2試合とも先発登板を果たすが明石商業戦には敗れ、結果的に在学中の甲子園出場はなかった。高校時代から注目されプロ志望届を提出したが、2016年のプロ野球ドラフト会議では指名漏れとなった。指名漏れの悔しさを忘れないために、ドラフト会議開催日である「H28・10・20」をグラブに刺繍で入れている。
進学した東都大学野球リーグ所属の亜細亜大学では、1年秋のリーグ戦より登板。しかし1年時に右大腿骨疲労骨折、左脇腹肉離れを経験し、3年時の2020年3月に高校時代から悩まされていた右肘遊離軟骨除去のためクリーニング手術を受けた。東都大学野球リーグでの通算成績は28試合登板で6勝5敗、防御率1.86だった。
2020年10月26日に行われたプロ野球ドラフト会議において、重複指名となった佐藤輝明の抽選を外した読売ジャイアンツから1位指名を受け、11月23日に契約金1億円プラス出来高、年俸1600万円で仮契約した（金額は推定）。背番号は11。担当スカウトは脇谷亮太。亜大の同期である内間拓馬は東北楽天ゴールデンイーグルスから4位指名を、矢野雅哉は広島東洋カープから6位指名を受けた。

### 巨人時代
2021年は開幕一軍入りは果たせなかったが、開幕直後の4月13日に一軍初登録された。同20日の阪神タイガース戦で中継ぎとして一軍初登板し、3回1失点だった。5月16日の阪神戦では、2/3回を3安打4失点でプロ初黒星を喫し、二軍降格となった。その後一軍登板することはなく、登板3試合、0勝1敗に終わった。150万円減の推定年俸1450万円で契約を更改した。
2022年も開幕一軍入りは逃すものの、4月3日には一軍に登録された。4試合目の救援登板となった4月21日の対広島東洋カープ戦で2回を無失点に抑えプロ初勝利を挙げた。この年の巨人では堀田賢慎、戸田懐生、赤星優志、大勢に次ぐ5人目のプロ初勝利となり、4月までに同一球団の5人がプロ初勝利を挙げるのは史上初となった。53試合に登板し、4勝4敗13ホールドと飛躍し中継ぎ陣の中心メンバーとして活躍したが、終盤に調子を落とし防御率は4.32であった。11月1日に右肘クリーニング手術を受け、2倍増の推定年俸2900万円で手術の影響により育成選手として契約した。12月14日、翌年からの背番号が019に変更となった。
2023年は、5月14日時点でイースタン・リーグにおいて4試合に登板し、防御率3.60を記録。同日に支配下登録され、背番号も再び11に戻った。5月30日には対千葉ロッテマリーンズ戦にてプロ初先発登板し、2回を投げ1失点だった。ところが6月2日の対日本ハム戦で2回2被本塁打3失点と精彩を欠き、翌日登録抹消となった。二軍降格後も状態が上がらず非常に苦しい時期を過ごしたが、9月8日に再度登録されると3試合4回を投げ無失点を記録。しかし同年9月18日のヤクルトスワローズ戦で延長12回表に登板するも1/3回2四球と安定せず、翌日再び登録を抹消された。最終的に11試合0勝1敗1ホールド・防御率3.95でシーズンを終え、オフには600万円減となる推定年俸2300万円で契約を更改した。また、2024年より背番号が66に変更されることが発表された。
2024年は開幕を二軍で迎え、イースタン・リーグでは14試合に登板して1勝1敗2セーブ・防御率3.21を記録し、5月7日にシーズン初昇格を果たす。同月17日の広島東洋カープ戦で2回完全投球を見せると、5月29日のソフトバンクホークス戦では延長12回表を1イニング無失点に抑え、2022年7月18日以来681日ぶりの勝利を手にした。7月までに9試合連続無失点も記録していた。8月18日のDeNAベイスターズ戦では延長11回裏に登板し、先頭打者のタイラー・オースティンに初球本塁打を打たれ、76年ぶり2人目のサヨナラ1球敗戦投手となった。シーズン全体では31試合の登板で1勝2敗2ホールド・防御率2.16を記録した。シーズンオフの11月21日に900万円増の推定年俸3200万円で契約を更改した。

## 選手としての特徴
ストレートの最速は157km/h。変化球は縦横2種のスライダー、カットボール、ツーシーム、スプリットフィンガー・ファストボールを投げる。

## 詳細情報

### 年度別投手成績
| 年 度     | 球 団     | 登 板 | 先 発 | 完 投 | 完 封 | 無 四 球 | 勝 利 | 敗 戦 | セ 丨 ブ | ホ 丨 ル ド | 勝 率 | 打 者 | 投 球 回 | 被 安 打 | 被 本 塁 打 | 与 四 球 | 敬 遠 | 与 死 球 | 奪 三 振 | 暴 投 | ボ 丨 ク | 失 点 | 自 責 点 | 防 御 率 | W H I P |
| --------- | --------- | ----- | ----- | ----- | ----- | -------- | ----- | ----- | -------- | ----------- | ----- | ----- | -------- | -------- | ----------- | -------- | ----- | -------- | -------- | ----- | -------- | ----- | -------- | -------- | ------- |
| 2021      | 巨人      | 3     | 0     | 0     | 0     | 0        | 0     | 1     | 0        | 0           | .000  | 24    | 5.0      | 8        | 2           | 2        | 0     | 0        | 5        | 0     | 0        | 8     | 8        | 14.40    | 2.00    |
| 2022      | 巨人      | 53    | 0     | 0     | 0     | 0        | 4     | 4     | 0        | 13          | .500  | 213   | 50.0     | 53       | 4           | 13       | 0     | 3        | 39       | 2     | 0        | 26    | 24       | 4.32     | 1.32    |
| 2023      | 巨人      | 11    | 1     | 0     | 0     | 0        | 0     | 1     | 0        | 1           | .000  | 60    | 13.2     | 14       | 3           | 7        | 0     | 0        | 8        | 0     | 0        | 6     | 6        | 3.95     | 1.24    |
| 2024      | 巨人      | 31    | 0     | 0     | 0     | 0        | 1     | 2     | 0        | 2           | .333  | 140   | 33.1     | 35       | 4           | 6        | 1     | 1        | 22       | 2     | 0        | 11    | 8        | 2.16     | 1.23    |
| 通算：4年 | 通算：4年 | 98    | 1     | 0     | 0     | 0        | 5     | 8     | 0        | 16          | .385  | 437   | 102.0    | 110      | 13          | 28       | 1     | 4        | 74       | 4     | 0        | 51    | 46       | 4.06     | 1.35    |

- 2024年度シーズン終了時

### 年度別守備成績
| 年 度 | 球 団 | 投手  | 投手  | 投手  | 投手  | 投手  | 投手     |
| 年 度 | 球 団 | 試 合 | 刺 殺 | 補 殺 | 失 策 | 併 殺 | 守 備 率 |
| ----- | ----- | ----- | ----- | ----- | ----- | ----- | -------- |
| 2021  | 巨人  | 3     | 1     | 0     | 0     | 0     | 1.000    |
| 2022  | 巨人  | 53    | 3     | 8     | 1     | 1     | .917     |
| 2023  | 巨人  | 11    | 0     | 2     | 0     | 0     | 1.000    |
| 2024  | 巨人  | 31    | 2     | 9     | 0     | 0     | 1.000    |
| 通算  | 通算  | 98    | 6     | 19    | 1     | 1     | .962     |

- 2024年度シーズン終了時

### 記録
初記録
投手記録
- 初登板：2021年4月20日、対阪神タイガース4回戦（東京ドーム）、3回表に2番手で救援登板、3回1失点[13]
- 初奪三振：同上、4回表に中野拓夢から空振り三振
- 初勝利：2022年4月21日、対広島東洋カープ6回戦（東京ドーム）、5回表に2番手で救援登板、2回無失点[35]
- 初ホールド：2022年5月25日、対オリックス・バファローズ2回戦（東京ドーム）、6回表に2番手で救援登板、1回無失点
- 初先発登板：2023年5月30日、対千葉ロッテマリーンズ1回戦（ZOZOマリンスタジアム）、2回1失点で敗戦投手[23]

打撃記録
- 初打席：2021年4月20日、対阪神タイガース4回戦（東京ドーム）、4回裏に西勇輝から三ゴロ

その他の記録
- 1球敗戦投手：2024年8月18日、対横浜DeNAベイスターズ18回戦（横浜スタジアム）、11回裏にタイラー・オースティンにサヨナラ本塁打 ※史上27人目（28度目）[36]

### 背番号
- 11（2021年[9] - 2022年、2023年5月14日[22] - 同年終了）
- 019（2023年[21] - 同年5月13日）
- 66（2024年[27] - ）